# Вероника Екслер
Вероника Екслер (рођена 24. децембра 1990) је аустријска шахисткиња која има титулу женски Међународни Мајстор (WIM, 2017). Она је аустријски женски шампион у шаху (2013).

## Шаховска каријера
Вероника Екслер је почела да игра шах у узрасту од десет година. Студирала је на бечком универзитету, где је студирала биологију и физику.
Вишеструки је победник првенства Аустрије за кадеткиње у различитим старосним групама: 14 година и млађи (2004), 16 година (2005, 2006), и U18 (2007).
На Аустријиским женским шаховским шампионатима Вероника Екслер је освајала златну (2013), сребрну (2015) и две бронзане (2009, 2014) медаље.
Освајач је неколико Аустријских женских шаховских првенстава са шаховским клубом SV Wulkaprodersdorf (2011/12, 2013/14).
Вероника Екслера је играла за Аустрију на женским шаховским олимпијадама:
- У 2010. години на другој табли на 39. шаховској Олимпијади (жене) у Ханти-Мансијску (+1, =2, -4),
- У 2012. години, на другој табли на 40-ој шаховској Олимпијади (жене) у Истанбулу (+4, =2, -4),
- У 2014. години, на трећој табли на 41. шаховској Олимпијади (жене) у Тромсо (+4, =3, -3),
- У 2016. години, на трећој табли на 42-ој Шаховској Олимпијади (жене) у Бакуу (+3, =5, -2).

Вероника Екслер је играла за Аустрију на Европским тимским Шаховским Шампионатима:
- У 2009. години на четвртој табли на 8. Европском тимском Шаховском Шампионату (жене) у граду Новом саду (+2, =2, -3),
- У 2011. години, на другој табли на 9. Европском тимском Шаховском Шампионату (жене) у Порто Карасу (+1, =2, -3),
- У 2013. години, на четвртој табли на 10. Европском тимском Шаховском Шампионату (жене) у Варшави (+2, =1, -4),
- У 2015. години, на трећој табли на 11. Европском тимском Шаховском Шампионату (жене) у Рејкјавику (+3, =4, -2).

У 2017. години, добила је титулу ФИДЕ Међународни Мајстор (WIM).